# Zach Brown
Zachary Garrett Brown (Houston, Texas; 28 de septiembre de 1995) es un jugador profesional estadounidense de baloncesto, que mide 1,98 metros y actualmente juega en la posición de alero para el Falco KC Szombathely de la Nemzeti Bajnokság I/A húngara.

## Profesional
Es un alero formado en la Universidad Estatal de Wichita, situada en Wichita, Kansas, en la que jugó durante 4 temporadas con los Wichita State Shockers, desde 2014 a 2018.
Tras no ser elegido en el draft de la NBA de 2018, debutó como profesional en las filas del CEP Lorient de la NM1, la tercera división francesa, en el que jugó durante la temporada 2018-19 promediando 16.03 puntos en 32 partidos.
En la temporada 2019-20, firma por el AEK Larnaca B.C. de la Primera División de baloncesto de Chipre, con el que promedia 10.29 puntos en 21 partidos.
En la temporada 2020-21, firma por el Naturtex-SZTE-Szedeak de la A Division, la máxima competición del país húngaro, promediando 17.11 puntos en 35 partidos.
En la temporada 2021-22, Brown firmó por el Hamburg Towers de la Basketball Bundesliga alemana.
En julio de 2022 fichó por el  Falco KC Szombathely de la Nemzeti Bajnokság I/A húngara.